# Windows MultiPoint Server

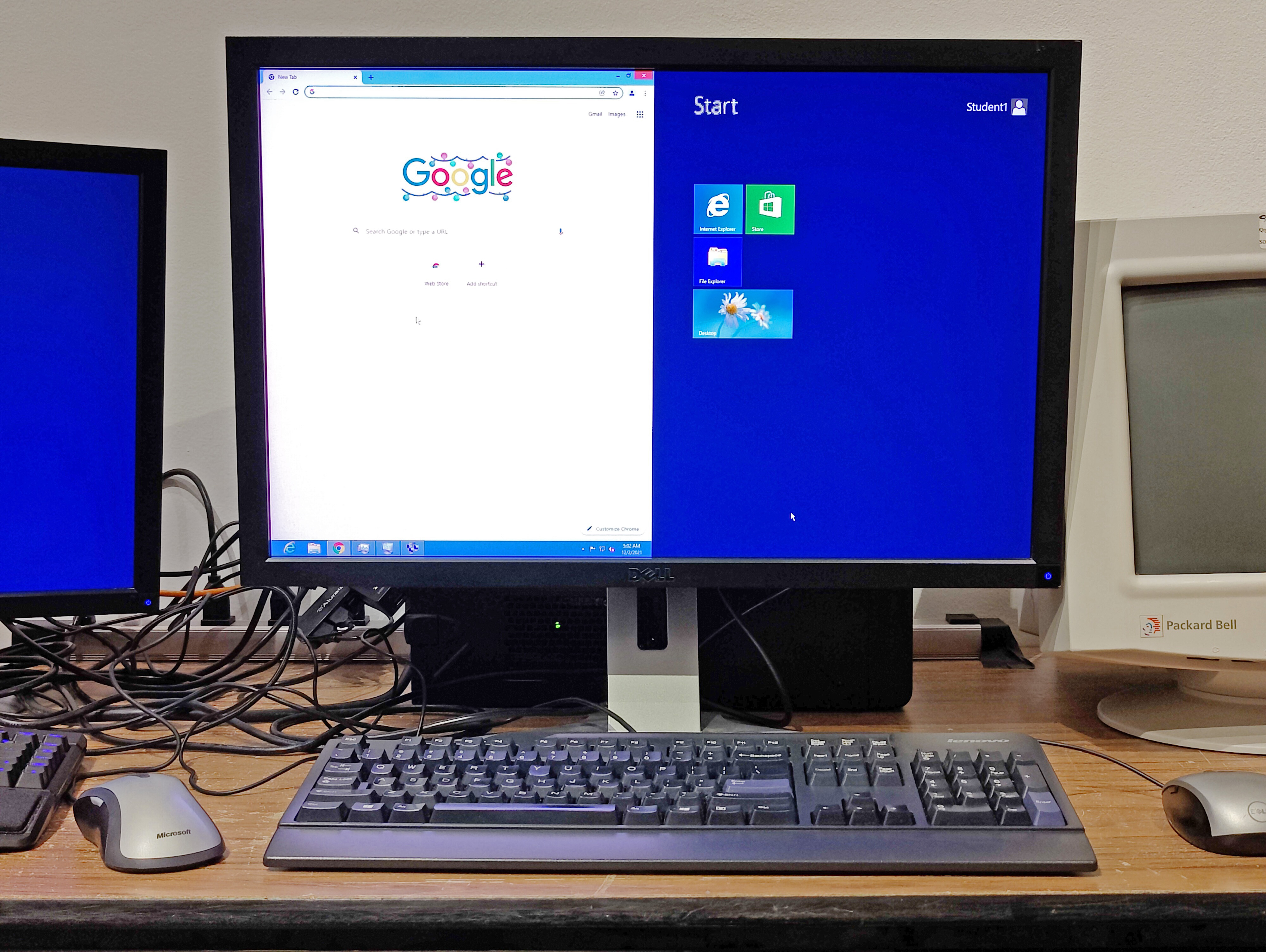
Microsoft Windows Multipoint Server 2012 mostrando due sessioni contemporanee, controllate da distinte periferiche di input su un singolo monitor, tramite la funzione split station

Windows MultiPoint Server è un sistema operativo basato su Microsoft Windows Server che utilizza la tecnologia di Servizi di desktop remoto per ospitare più stazioni di calcolo indipendenti o terminali collegate a un singolo computer. Windows MultiPoint Server 2012 è stato la pubblicazione finale come SKU indipendente ed è stato sostituito dal ruolo MultiPoint Services in Windows Server 2016.

## Versioni

### Windows MultiPoint Server 2010
Questa versione è stata pianificata a gennaio 2010 ma è stata pubblicata a febbraio 2010 e si basa su Windows Server 2008 R2. È possibile aggiungere più stazioni a un computer host WMS 2010 collegando un singolo monitor, hub USB 2.0, tastiera e mouse per ciascuna stazione. I requisiti hardware per le stazioni MultiPoint non sono proprietari e per creare una stazione è possibile utilizzare qualsiasi scheda video, mouse, tastiera e monitor multi-monitor supportati su Windows Server 2008 R2.
Windows MultiPoint Server 2010 è disponibile per l'acquisto tramite OEM o Academic Volume Licensing. La versione Accademica, acquisita tramite Academic Volume Licensing, supporta il dominio ed è senza limiti di licenza sul numero di stazione (tuttavia, si applicano ancora i limiti hardware), ma richiede un Windows Server 2008 R2 CAL e Windows MultiPoint Server 2010 CAL per ogni stazione, mentre la versione non accademica acquisita tramite OEM è limitata a un massimo di 10 stazioni e non supporta l'adesione al dominio, ma richiede solo una CAL per Windows MultiPoint Server 2010 per stazione e nessuna CAL per Windows Server 2008 R2.

### Windows MultiPoint Server 2011
Windows MultiPoint Server 2011, basato su Windows Server 2008 R2 SP1, è stato commercializzato alla produzione il 10 marzo 2011. Le nuove funzionalità di Windows MultiPoint Server 2011 includono:
- La possibilità di aggiungere stazioni di connessione e thin client sulla LAN tramite client RDP tradizionali
- Supporto per thin client compatibili con RemoteFX
- Un'estensibilità della console di gestione condivisa con Windows Small Business Server 2011 e Windows Home Server 2011
- Possibilità di eseguire il backup da Windows Small Business Server Essentials 2011 (l'unico SKU del server che lo consente e supporta)[5]
- Funzionalità che consentono agli amministratori di visualizzare e interagire con le anteprime dei desktop delle stazioni, tra cui
  - Proiezione del desktop di una singola stazione su una o tutte le stazioni[6]
  - Blocco della tastiera e del mouse della stazione e visualizzazione di un messaggio
  - Apertura e/o chiusura in remoto delle applicazioni
  - Limitare la navigazione in Internet a un elenco specifico di siti o bloccare la navigazione in un elenco specifico di siti
- Gestione di più server e stazioni WMS da un'unica console di amministrazione
- Supporto per l'esecuzione all'interno di una macchina virtuale
- Distribuzione attraverso una più ampia varietà di canali di distribuzione per entrambe le edizioni

Inoltre, a differenza di Windows MultiPoint Server 2010, Windows MultiPoint Server 2011 ha le edizioni Standard e Premium. La tabella seguente confronta le differenze tra le due edizioni; condividono tutte le altre funzionalità allo stesso modo.
TABELLA

### Windows MultiPoint Server 2012
Il 27 novembre 2012, Microsoft ha pubblicato Windows MultiPoint Server 2012 alla produzione. Questa è la prima versione di MultiPoint basata su Windows Server 2012 e contiene diverse nuove funzionalità e aggiornamenti rispetto alle versioni precedenti:
- L'aggiunta di MultiPoint Dashboard, un'applicazione che consente a utenti non amministratori specifici di monitorare e interagire con i desktop degli utenti
- La possibilità di creare stazioni da macchine virtuali in esecuzione sul server WMS Premium, non disponibile nella versione standard
- Protezione del disco, una funzionalità del server che ignora le modifiche apportate al server durante le sessioni utente simili a Windows SteadyState
- Esperienza desktop di Windows 8 per gli utenti, incluso l'accesso a Microsoft Store
- Monitoraggio dei computer client che eseguono Windows 7 o 8 con MultiPoint Server Connector

### Windows Server 2016
Windows Server 2016 include MultiPoint Services come ruolo. Include la possibilità di distribuire un server in un ruolo multipunto.

### Windows Server, versione 1803
In Windows Server, versione 1803, Microsoft non sta più sviluppando il ruolo Servizi MultiPoint come parte di Windows Server. Solo i servizi MultiPoint Connector sono disponibili tramite Feature on Demand sia per Windows Server che per Windows 10.